# Хасінто Кінкосес
Хасінто Кінкосес (ісп. Jacinto Quincoces, нар. 17 липня 1905, Баракальдо — пом. 10 травня 1997, Валенсія) — іспанський футболіст, що грав на позиції захисника, фланговий півзахисника. По завершенні ігрової кар'єри — футбольний тренер.
Виступав, зокрема, за клуби «Алавес» та «Реал Мадрид», а також національну збірну Іспанії.
Дворазовий чемпіон Іспанії. Дворазовий володар Кубка Іспанії з футболу. Триразовий володар Кубка Іспанії з футболу як тренер.

## Клубна кар'єра
У дорослому футболі дебютував 1920 року виступами за команду клубу «Алавес», в якій провів десять сезонів, взявши участь у 18 матчах чемпіонату.
1930 року перейшов до клубу «Реал Мадрид». У складі «королівського клубу» двічі виборював титул чемпіона Іспанії. Завершив професійну кар'єру футболіста виступами за команду «Реал» Мадрид у 1942 році.

## Виступи за збірну
1928 року дебютував в офіційних матчах у складі національної збірної Іспанії. Протягом кар'єри у національній команді провів у її формі 25 матчів.
У складі збірної був учасником чемпіонату світу 1934 року в Італії.

## Кар'єра тренера
Розпочав тренерську кар'єру 1941 року, очоливши тренерський штаб клубу «Сарагоса».
1945 року був головним тренером національної збірної Іспанії, яка під його керівництвом провела лише дві офіційні гри.
Надалі очолював команди клубів «Реал Мадрид», «Атлетіко», «Валенсія» та «Сарагоса».
Останнім місцем тренерської роботи був клуб «Валенсія», команду якого Хасінто Кінкосес очолював як головний тренер до 1959 року.
Помер 10 травня 1997 року на 92-му році життя у Валенсії.

## Титули та досягнення

### Як гравця
- Чемпіон Іспанії (2):

«Реал Мадрид»: 1931-32, 1932-33
- Володар Кубка Іспанії (2):

«Реал Мадрид»: 1934, 1936

### Як тренера
- Володар Кубка Іспанії (3):

«Реал Мадрид»: 1946
«Валенсія»: 1948-49, 1954
- Володар Кубка Еви Дуарте (1):

«Валенсія»: 1949

### Особисті
- Включений до Збірної всіх зірок на Чемпіонаті світу 1934 року